# Jawi
El jawi es un alfabeto árabe adaptado para escribir el idioma malayo. Es una de las dos formas de escritura en Brunéi y es usado en menor grado en Indonesia, Malasia, Filipinas, y Singapur, principalmente en contextos religiosos.

## Introducción
El alfabeto jawi ha existido durante muchos siglos en el archipiélago indonésico (Nusantara). Su desarrollo está vinculado con la llegada del islam. Consiste en su mayoría de caracteres árabes junto con seis caracteres adicionales únicos del jawi: چ /t͡ʃ/, ڠ /ŋ/, ڤ /p/, ݢ /g/, ۏ /v/ y ڽ /ɲ/.
El alfabeto jawi es una de las escrituras usadas para escribir el lenguaje malayo. El jawi se ha usado desde la era del Islam Pasai, a la era del reino del sultán Johor y también Aceh en el siglo XVII. Evidencia de esto se encuentra en la tablilla Terengganu (Batu Bersurat Terengganu) que data del año 1303, mientras que el uso más antiguo del alfabeto romano data del siglo XIX.

## Letras
| Carácter | Aislado | Inicial | Letra interna | Final | Nombre      |
| -------- | ------- | ------- | ------------- | ----- | ----------- |
| ا        | ﺍ       |         |               | ﺎ     | alif        |
| ب        | ﺏ       | ﺑ       | ﺒ             | ﺐ     | ba          |
| ت        | ﺕ       | ﺗ       | ﺘ             | ﺖ     | ta          |
| ة        | ة       |         |               | ـة    | ta marbutah |
| ث        | ﺙ       | ﺛ       | ﺜ             | ﺚ     | sa (tha)    |
| ج        | ﺝ       | ﺟ       | ﺠ             | ﺞ     | jim         |
| چ        | ﭺ       | ﭼ       | ﭽ             | ﭻ     | ca          |
| ح        | ﺡ       | ﺣ       | ﺤ             | ﺢ     | ha          |
| خ        | ﺥ       | ﺧ       | ﺨ             | ﺦ     | kha (khO)   |
| د        | ﺩ       |         |               | ﺪ     | dal         |
| ذ        | ﺫ       |         |               | ﺬ     | zal         |
| ر        | ﺭ       |         |               | ﺮ     | ra (rO)     |
| ز        | ﺯ       |         |               | ﺰ     | zai         |
| س        | ﺱ       | ﺳ       | ﺴ             | ﺲ     | sin         |
| ش        | ﺵ       | ﺷ       | ﺸ             | ﺶ     | syin        |
| ص        | ﺹ       | ﺻ       | ﺼ             | ﺺ     | sad (sOd)   |
| ض        | ﺽ       | ﺿ       | ﻀ             | ﺾ     | dad (dOd)   |
| ط        | ﻁ       | ﻃ       | ﻄ             | ﻂ     | ta (tO)     |
| ظ        | ﻅ       | ﻇ       | ﻈ             | ﻆ     | za (zO)     |
| ع        | ﻉ       | ﻋ       | ﻌ             | ﻊ     | ain         |
| غ        | ﻍ       | ﻏ       | ﻐ             | ﻎ     | ghain       |
| ڠ        | ڠ       | ڠـ      | ـڠـ           | ـڠ    | nga         |
| ف        | ﻑ       | ﻓ       | ﻔ             | ﻒ     | fa          |
| ڤ        | ﭪ       | ﭬ       | ﭭ             | ﭫ     | pa          |
| ق        | ﻕ       | ﻗ       | ﻘ             | ﻖ     | qaf         |
| ک        | ک       | کـ      | ـکـ           | ـک    | kaf         |
| ݢ        | ݢ       | ݢـ      | ـݢـ           | ـݢ    | ga          |
| ل        | ﻝ       | ﻟ       | ﻠ             | ﻞ     | lam         |
| م        | ﻡ       | ﻣ       | ﻤ             | ﻢ     | mim         |
| ن        | ﻥ       | ﻧ       | ﻨ             | ﻦ     | nun         |
| و        | ﻭ       |         |               | ﻮ     | wau         |
| ۏ        | ۏ       |         |               | ـۏ    | va          |
| ه        | ﻩ       | ﻫ       | ﻬ             | ﻪ     | ha          |
| ء        | ء       |         |               | ء     | hamzah      |
| ي        | ﻱ       | ﻳ       | ﻴ             | ﻲ     | ya          |
| ی        | ی       |         |               | ﻰ     | ye          |
| ڽ        | ڽ       | ﭘ       | ﭙ             | ـڽ    | nya         |

- Datos: Q83942
- Multimedia: Jawi / Q83942